# Gerhard Lang (Verleger)
Gerhard Lang (* 1881 in Maulbronn; † 1974 in München) war ein deutscher Buchhändler und Verleger. Anfang des 20. Jahrhunderts hatte Lang die Idee zur Herstellung eines Adventskalenders, den er in München in der lithografischen Anstalt F. Reichhold unter dem Motto „Im Land des Christkindes“ drucken ließ. Bis Ende der 1930er Jahre wurden in seinem Verlag 30 verschiedene Adventskalender in  40 Ausführungen aufgelegt.

## Leben

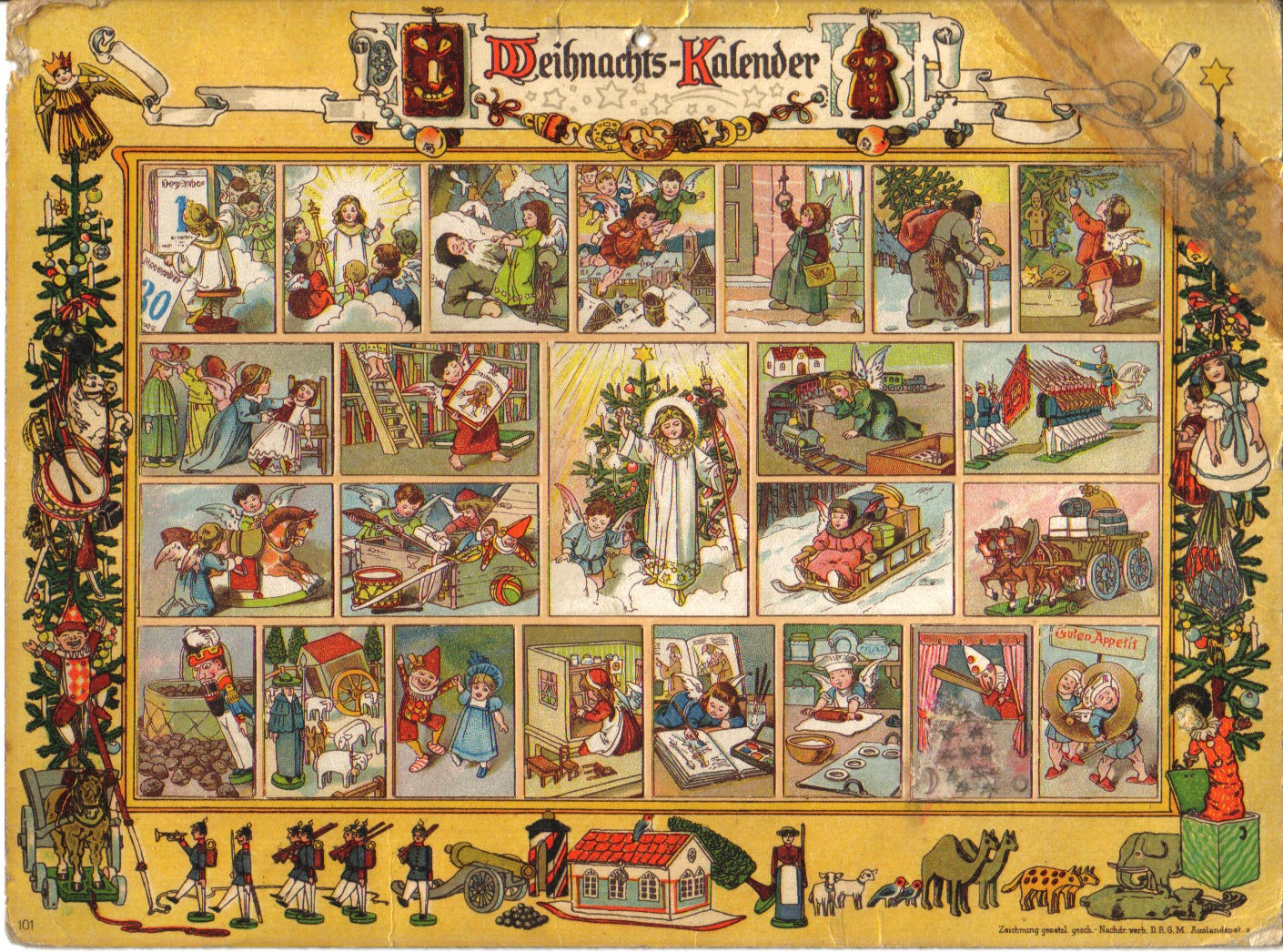
Richard Ernst Kepler: Im Lande des Christkinds, Adventskalender mit Versen von Gerhard Lang, beklebt 1903, fortlaufende Nummer 101

Der Sohn eines schwäbischen Pfarrers aus Maulbronn absolvierte zunächst eine Buchhändlerlehre. Nach Abschluss der Lehre ließ er sich 1902 in München nieder. Angeregt durch einen selbstgebastelten Adventskalender der Mutter, die Wibele, ein Hohenloher Baisergebäck, auf Karton nähte,  hatte Gerhard Lang 1903 die Idee zur Herstellung eines vorweihnachtlichen Ausschneidekalenders. Zeichnerisch wurde Langs Idee von Richard Ernst Kepler umgesetzt, der Druck des ersten Adventskalenders erfolgte im Flachdruckverfahren in F. Reichholds Lithographischer Kunstanstalt in München. Der noch fensterlose Adventskalender bestand aus zwei Blättern, einem lithografischen Druck mit 24 kleinen, von Gerhard Lang verfassten Gedichten in Kästchen und einem Bogen mit 24 passenden Bildchen, die ausgeschnitten und auf den Bogen geklebt werden sollte.
Nachdem Lang Teilhaber der Reichholdschen Kunstanstalt geworden war, legte er den Schwerpunkt auf die Gestaltung und den Druck von Adventskalendern. Unter dem Namen „Münchener Weihnachtskalender – Im Lande des Christkinds“ entwickelte er den ersten Adventskalender, der wirtschaftlich erfolgreich war. In den folgenden zwei Jahrzehnten baute Lang die Kunstdruckanstalt zu einem Adventskalender-Verlag aus.

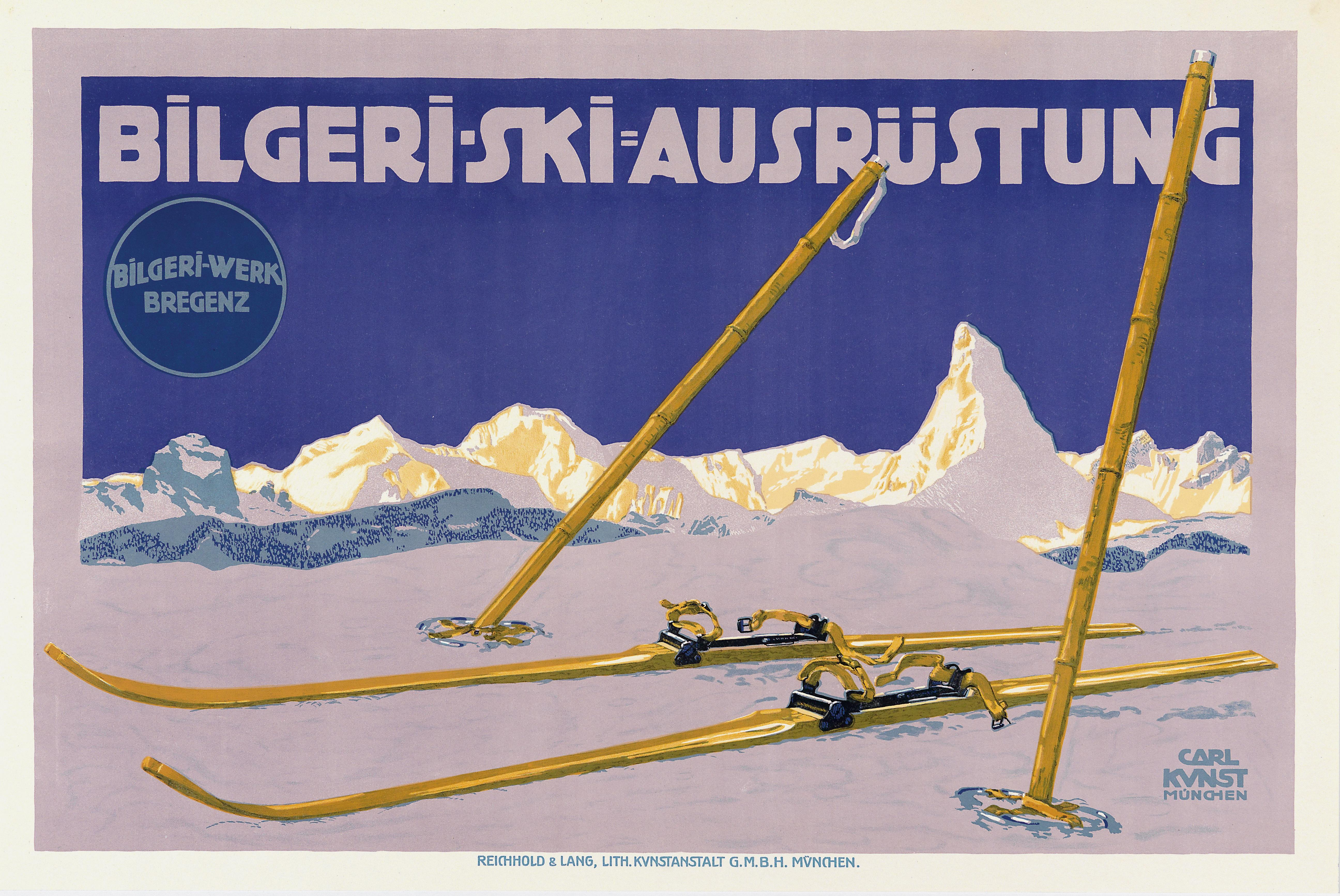
Historischer Kommerz, gedruckt bei Reichhold & Lang

Gerhard Lang entwickelte in der Folgezeit weitere Varianten der Adventskalender – unter anderem als Christkindlshaus zum Füllen mit Schokolade, ab 1920 Adventskalender mit Türen zum Öffnen, Weihnachtsuhren, Adventsbäume mit aufsteckbaren Engeln sowie das Adventshäuschen mit zu öffnenden Fenstern, die von der im Inneren aufgestellten Kerze beleuchtet wurden.
Neben Adventskalendern ließ Lang im Verlag Weihnachtsbücher, Künstlerpostkarten, Plakate, Kataloge und Briefköpfe drucken. In seiner  Kunstdruckanstalt verlegte er Paul Hey, Ernst Platz und Wilhelm Schacht. Er konnte  Künstler wie Ludwig Hohlwein gewinnen, Werbeplakate für die Kunstanstalt zu gestalten.
Papiermangel nach dem Ausbruch des Zweiten Weltkrieges, Konkurrenz und ein zu hoher Preisdruck zwangen Gerhard Lang 1940, den Druck von Kalendern einzustellen und den Verlag aufzulösen.
Bis zu seinem Tod lebte Gerhard Lang in München. Der Nachlass mit Entwürfen von Adventskalendern befindet sich im Besitz der Volkskundlerin Esther Gajek, die Ausstellungen zum Thema Geschichte der Adventskalender konzipierte.